# Egecan Çevir
Egecan Çevir (* 13. März 1992 in Izmir) ist ein türkischer Fußballspieler.

## Karriere
Çevir kam in Bornova, einem Stadtteil Izmirs, auf die Welt und begann 2002 in der Jugend seines Heimatverein Izmir Deniz FK mit dem Vereinsfußball. Anschließend durchlief er die Jugendabteilungen von Karşıyaka SK, Karşıyaka Belediyespor und Menemen Belediyespor.
Im Herbst 2011 startete er dann beim Amateurverein Yeni Çamdibi Gençlerbirliği mit seiner Amateurfußballkarriere. Bereits zur Winterpause wechselte er in die Bölgesel Amatör Lig (dt.: Regionale Amateurliga), in die fünfthöchste türkische Spielklasse, zum zentralanatolischen Verein Kırşehirspor.
Auch von diesem Verein trennte er sich nach einer halben Saison und wechselte mit einem Profivertrag ausgestattet zum Drittligisten Bozüyükspor. Hier gab er in der Ligapartie vom 9. September 2012 sein Profidebüt und absolvierte bis zum Saisonende drei weitere Spiele für Bozüyükspor.
Zur Spielzeit 2013/14 wechselte Çevir in die TFF 1. Lig zu Tavşanlı Linyitspor.